# Bertrand Layec
Bertrand Layec (* 3. Juli 1965 in Vannes) ist ein ehemaliger französischer Fußballschiedsrichter.

## Biographie
Layec begann 1981 als Schiedsrichter und wurde ab 1998 in der ersten französischen Liga eingesetzt. 2002 wurde er von der FIFA berufen, zu deren Top-20-Liste er gehörte. Internationale Erfahrung sammelte er durch seine Einsätze bei der U-21-Europameisterschaft 2004, bei einigen Europapokalspielen und dem Viertelfinale der Champions League 2007 (PSV Eindhoven gegen Liverpool). Der in Saint-Avé, Département Morbihan, lebende Manager engagiert sich auch in der Schiedsrichterausbildung in Frankreich.
In Deutschland wurde Layec bekannt durch seine Entscheidung am 3. Mai 2007, als er im Halbfinale des UEFA-Pokalspiels Werder Bremen gegen Espanyol Barcelona Miroslav Klose nach einer frühen gelben Karte später wegen einer „Schwalbe“ Gelb-Rot zeigte.